# مركز إس دي إي دبليو إي إس
المركز الدولي للتنمية المستدامة للطاقة والماء والبيئة
(SDEWES) ترمز SDEWES إلى المركز الدولي للتنمية المستدامة للطاقة والماء والبيئة، وهي منظمة غير حكومية تتخذ جامعة زغرب في كرواتيا مقرا لها. جامعة زغرب، كرواتيا.

## مهمة المركز
يقوم المركز بتنظيم مقررات ودراسات صيفية ومحاضرات عامة وحلقات ودروس عمل لتطوير الاستدامة في مجال نظم الطاقة والماء والبيئة ويقدم رؤيته حول قضايا الاستدامة ومفراداتها
كما ينظم المركز سلسلة من المؤتمرات الدولية للباحثين لمناقشة قضايا الاستدامة في نظم الطاقة والماء والبيئة ومن خلال هذه المؤتمرات العلمية يقدم المركز خلفية متكاملة للبحث والتطوير وتقدير مدى الاستدامة والاستشارات في مجال استدامة الطاقة والماء والبيئة

## تاريخ المركز
بدأ المركز عمله كمشروع في عام 2002 وبتمويل جزئي من مركز خدمات البحوث والتطوير المعلوماتية للمجتمعات الأوروبية وتحت برنامج FPS-INCO عند تنظيم مؤتمر دوبروفنيك الأول في مجال الاستدامة للطاقة والماء والبيئة واشتراك كل من جامعة زغرب والمعهد التقني العالي في لشبونة، وبعد عقد ثلاث مؤتمرات في 2003، 2005، 2007 تم تأسيس SDEWES في العام 2009، وقد تم منذ ذلك الوقت عقد سبع مؤتمرات خلال الأعوام 2009، 2011، 2013، 2015.

## عضوية المركز
حسب القواعد المنظمة للمعهد يمكن للأفراد الحصول على عضوية المركز

## المؤتمرات
تم عقد مؤتمرات دوبروفنيك كل عامين منذ البداية حتى عام 2011، ثم تم عقده سنويا اعتبارا من عام 2012 ولكن على أن في يحتفظ بعقدة في دوبروفنيك كل عامين وفي مكان مختلف بين هذين العامين. وقد تم عقد مؤتمر 2012 في أوخريد ببلغاريا.
وفي عام 2014 تم عقدة على عبارة بحرية تسافر بين مدينة فينس وإستانبول. في عام 2014 تم أيضا عقد مؤتمر إقليمي في شرق أوروبا بمدينة أوهريد في ماسادونيا.
في عام 2015 تم عقد مؤتمر دوبروفنيك العاشر للاستدامة بمدينة دوبروفنيك وبحضور 510 عالم من 60 دولة وقد تم نشر أبحاث هذا المؤتمر في عدة مجلات علمية بينها جورنال مركز SDEWES.

## أبحاث المركز
يكون مركز مجموعات بحثية من بين أعضائه للاشتراك في مشاريع بحثية. وبحلول عام 2015 إشترك المركز في مشروع بحثي تابع لنظام برنامج البحوث والتطوير التقني المعروف اختصارا FP7 projects, وبحث أخرتحت الاسم الجديد HORIZON2020 project وكذلك بحث اخر تابع للإسترتيجية الأوربية لمنطقة الدانوب.

## فهرس المركز
تماشيا مع أغراض المعهد تم تطوير فهرس لعلامات تطور المدن في مجال الطاقة والماء والبيئة وفد تمت فهرسة المدن باستخدام سبعة أبعاد وخمسة وثلاثون مؤشر وعشرون مؤشر مساعد تم تطبيقها على 58 دولة.